# Якоб Бернстайн
Якоб Бернстайн (англ. Jacob Bernstein; 1890 — 1958) — американський шахіст.

## Біографія
Народився у єврейській сім'ї, жив у Нью-Йорку. Виграв поспіль три чемпіонати штату Нью-Йорк з шахів (1920—1922) і розділив 1-е місце з Германом Стейнером 1929 року (програв на тай-брейку).
Він також поділив 8-9-е в Нью-Йорку 1913 (переможець — Хосе Рауль Капабланка),
5-6-е у Нью-Йорку 1915 (Капабланка виграв), 7-8-е в Нью-Йорку 1916 (Капабланка виграв)
і програв матч проти Авраама Купчика (1.5: 3.5) в Нью-Йорку 1916 року.
Після Першої світової війни він поділив 3-6-е місця в Нью-Йорку 1922 (переможець — Едвард Ласкер),
посів 13-е в Карлових Варах 1923
і поділив 7-10-е на турнірі в Пасадені 1932 (Олександр Алехін виграв).

## Сім'я
Був одружений з Неллі Касман.